# Einkäufer
Als Einkäufer werden die Mitarbeiter eines Unternehmens bezeichnet, die für den Einkauf von Waren, Lebensmitteln, Material und Dienstleistungen zuständig sind. Zusammengefasst werden diese Mitarbeiter in der Einkaufsabteilung. Die Berufsbezeichnung ist nicht gesetzlich geschützt.

## Tätigkeit
Es wird zwischen strategischen und operativen Einkäufern unterschieden.
Strategische Einkäufer arbeiten konzeptionell und gestalten u. a. die Prozesse der Beschaffung.
Typische Tätigkeiten:
- Marktanalyse,
- Lieferantenauswahl,
- Lieferantenbeurteilung,
- Spediteurenauswahl,
- Spediteurenbeurteilung,
- Preisverhandlungen,
- Verhandlung von Verträgen,
- Verhandlung von Lieferbedingungen,
- Verhandlung von Zahlungsbedingungen,
- Mitarbeit mit anderen Abteilungen, zum Beispiel Vertrieb, Produktmanagement, Technik, Buchhaltung,
- Vorgabe von strategischen Entscheidungen an den Operativen Einkauf, z. B. Lieferantenauswahl.

In Abhängigkeit von der Unternehmensgröße werden oftmals Mitarbeiter mit kaufmännischer Berufsausbildung, wie Groß- und Außenhandelskaufleute oder Industriekaufleute als Strategische Einkäufer eingesetzt. In größeren Unternehmen hingegen wird meist ein Hochschulabschluss in einer wirtschaftswissenschaftlichen Disziplin oder mindestens eine kaufmännische Zusatzqualifikation vorausgesetzt.
Operative Einkäufer sind für die Ausführung der Einkaufstätigkeiten zuständig.
Typische Tätigkeiten:
- Abwicklung von Bestellungen,
- Bearbeitung von Auftragsbestätigungen,
- Mitarbeit bei Lagerbeständen.

Ähnliche Tätigkeiten wie die Disposition:
- Mengenplanung,
- Losgrößenplanung,
- Lagerbestandsüberwachung.

Einkäufer sind meist gelernte Groß- und Außenhandels- oder Industriekaufleute. Der operative Einkauf ist dem strategischen Einkauf unterstellt. Es lässt sich zunehmend ein Trend zur Akademisierung beobachten.
Weiterhin kann insbesondere in der Industrie zwischen Projekteinkäufer und Serieneinkäufer unterschieden werden. Projekteinkäufer beschaffen Güter, die vor dem Serienanlauf der Produktion für ein Unternehmen zu beschaffen sind. Serieneinkäufer beschaffen die Umfänge, die innerhalb einer Serienproduktion notwendig sind.

## Ausbildung und Weiterbildung

### Deutschland
Voraussetzung für die Tätigkeit als Einkäufer ist in der Regel die Ausbildung zum Groß- und Außenhandels- oder Industriekaufmann, jedoch lässt sich im Einkauf vermehrt eine fortschreitende Akademisierung beobachten, wodurch die klassischen kaufmännischen Berufsabschlüsse als Zugangsvoraussetzung stetig an Bedeutung verlieren. Ein Hochschulabschluss, beispielsweise in Betriebswirtschaftslehre, ist zunehmend Einstellungsvoraussetzung. Es besteht die Möglichkeit, sich im Rahmen einer Aufstiegsfortbildung zum Fachkaufmann für Einkauf und Logistik zu qualifizieren. Entsprechende Bildungsgänge werden vorwiegend von privaten Bildungsanbietern angeboten. Die Prüfung wird von der Industrie und Handelskammer abgenommen. Die Aufstiegsfortbildung läuft jedoch aus, sie soll zukünftig durch einen Bildungsgang mit dem Qualifikationsziel geprüfter Einkäufer (IHK) abgelöst werden.
Von Einkäufern werden häufig umfängliche EDV und Fremdsprachenkenntnisse verlangt.
Durch den enormen Einfluss des Einkaufs auf die Materialkosten, die oftmals mehr als 50 Prozent des Umsatzes ausmachen, sind auch gute Kenntnisse der Kosten- und Leistungsrechnung und Controlling notwendig. Beim Einkauf von technischen Produkten und Anlagen führen auch Techniker, Ingenieure und fachbezogen ausgebildete Wirtschaftsingenieure strategische und operative Einkaufstätigkeiten aus, da hier im Einkauf die Kenntnis komplexer technischer Zusammenhänge vorausgesetzt wird.
Weiterhin gehören Soft-Skills (wie z. B. Verhandlungsgeschick, Charakterstärke, Durchsetzungsstärke, Eloquenz) zu den gewünschten Fähigkeiten des Einkäufers.

### Österreich
In Österreich gibt es die Ausbildung zum Einkäufer auch als Grundausbildung und zwar im Rahmen des Lehrberufes Einkäufer. Diese dreijährige Lehre erfolgt im dualen Ausbildungssystem an den entsprechenden Berufsschulen und bei gewerblichen und industriellen Lehrbetrieben mit Einkaufsabteilung. Als schulische Voraussetzung reicht laut Gesetz die Absolvierung der neunjährigen Schulpflicht. Die meisten erfolgreichen Bewerber haben jedoch eine Hauptschule und/oder Polytechnische Schule abgeschlossen.
Die Ausbildungsinhalte orientieren sich an den Tätigkeitsbereichen. Österreichische Lehrlinge erlernen die Grundaufgaben und -tätigkeiten, wie beispielsweise Bestellwesen und Kostenrechnung sowie Verhandlungsstrategien. Die Ausbildung endet mit der Lehrabschlussprüfung, die sich aus einem schriftlichen und mündlichen Teil zusammensetzt. Die bestandene Prüfung ersetzt auch den Lehrabschluss in den Berufen Bürokaufmann, Großhandelskaufmann und Lagerlogistiker. Bei verwandten Lehrberufen, wie Industriekaufmann oder Verkäufer verkürzt sich die Lehrzeit.
Wie in Deutschland bieten viele Institutionen Weiterbildungskurse an. Eine Möglichkeit wäre die Spezialisierung zum Gastro-Einkäufer. Je komplexer die Tätigkeit wird desto häufiger wird auch in Österreich Nachweis über Fachwissen (höhere Abschlüsse) verlangt. Für den Zugang zu solchen Höherqualifizierungen an Kollegs, Fachhochschulen und Universitäten benötigen Einkäufer aus der Grundausbildung die Berufsmatura (Berufsreifeprüfung), die sich aus der Lehrabschlussprüfung und vier weiteren Prüfungen zusammensetzt.